# 高山 (京丹後市・宮津市)
高山（たかやま）は、京都府北部の丹後半島にある山。京丹後市大宮町五十河と宮津市上世屋にまたがっている。標高は702メートルであり、丹後半島の最高峰である。

## 地理
高山は丹後天橋立大江山国定公園や上世屋内山京都府自然環境保全地域に含まれている。山体は京丹後市大宮町五十河と宮津市上世屋にまたがっているが、山頂は自治体境からわずかに宮津市に入った場所にある。冬季には日本海から季節風が吹くため積雪が多い。
中腹から山頂付近には内山ブナ林が広がっており、秋季には美しい紅葉が楽しめる。近畿地方では一般的に、ブナ林は標高600メートル以上に広がっているが、丹後半島は多雪地帯であることから、高山では450メートル程度の低さからブナ林が見られる。この内山ブナ林は約40ヘクタールに及んでおり、京都府最大級のブナ林とされている。また、「アガリコ」と呼ばれる変形ブナが見られる。

## 登山
京丹後市大宮町五十河の小町公園が登山の起点となる。小町公園から自動車一台が通れる舗装路を上っていくと、やがて未舗装路となり、ログハウス風の休憩施設であるブナハウス内山がある。その先は車両通行止めとなっており、1973年（昭和48年）に廃村となった「内山集落跡」の石碑がある。北に向かうと五十河と宮津市上世屋を隔てる駒倉峠であり、稜線を南東に向かうと山頂に着く。山頂の南には京都府最大のブナがあり、幹回り3.65メートル、樹高23メートルという大きさである。山頂からは北西に金剛童子山が、北に太鼓山や世屋高原が見える。